# Italská hokejová reprezentace

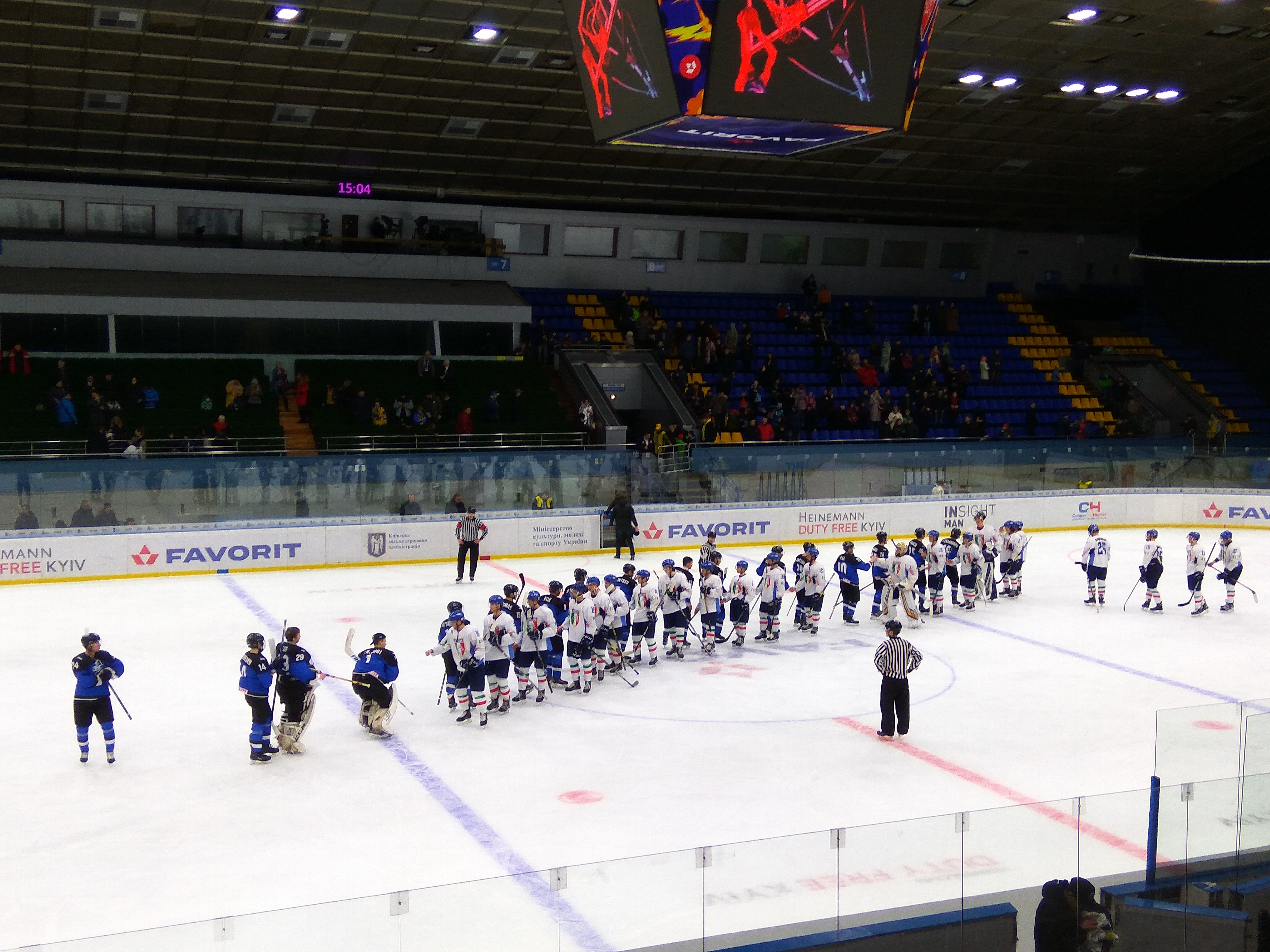
Italští hokejisté v bílých dresech po zápase s Estonci

Italská hokejová reprezentace se účastnila Mistrovství světa v ledním hokeji, Mistrovství Evropy v ledním hokeji a Olympijských her. Historicky první utkání proti České republice sehrála Itálie ve čtvrtfinále 28. dubna 1993 v Mnichově v rámci MS 1993 a prohrála 1:8.

## Lední hokej na olympijských hrách
| Hokej na ZOH | Místo ZOH                           | Umístění  | Soupisky |
| ------------ | ----------------------------------- | --------- | -------- |
| LOH – 1920   | Belgie Antverpy                     | Ne        |          |
| ZOH – 1924   | Francie Chamonix                    | Ne        |          |
| ZOH – 1928   | Švýcarsko Svatý Mořic               | Ne        |          |
| ZOH – 1932   | USA Lake Placid                     | Ne        |          |
| ZOH – 1936   | Německá říše Garmisch-Partenkirchen | 9. místo  | Soupiska |
| ZOH – 1948   | Švýcarsko Svatý Mořic               | 9. místo  | Soupiska |
| ZOH – 1952   | Norsko Oslo                         | Ne        |          |
| ZOH – 1956   | Itálie Cortina d'Ampezzo            | 7. místo  | Soupiska |
| ZOH – 1960   | USA Squaw Valley                    | Ne        |          |
| ZOH – 1964   | Rakousko Innsbruck                  | 15. místo | Soupiska |
| ZOH – 1968   | Francie Grenoble                    | Ne        |          |
| ZOH – 1972   | Japonsko Sapporo                    | Ne        |          |
| ZOH – 1976   | Rakousko Innsbruck                  | Ne        |          |
| ZOH – 1980   | USA Lake Placid                     | Ne        |          |
| ZOH – 1984   | Jugoslávie Sarajevo                 | 9. místo  | Soupiska |
| ZOH – 1988   | Kanada Calgary                      | Ne        |          |
| ZOH – 1992   | Francie Albertville                 | 12. místo | Soupiska |
| ZOH – 1994   | Norsko Lillehammer                  | 9. místo  | Soupiska |
| ZOH – 1998   | Japonsko Nagano                     | 12. místo | Soupiska |
| ZOH – 2002   | USA Salt Lake City                  | Ne        |          |
| ZOH – 2006   | Itálie Turín                        | 11. místo | Soupiska |
| ZOH – 2010   | Kanada Vancouver                    | Ne        |          |
| ZOH – 2014   | Rusko Soči                          | Ne        |          |
| ZOH – 2018   | Jižní Korea Pchjongčchang           | Ne        |          |
| ZOH – 2022   | Čína Peking                         | Ne        |          |
| ZOH – 2026   | Itálie Milán                        |           | Soupiska |

## Mistrovství světa
- skupina B nebo • divize 1
- skupina C
- Legenda: červené podbarvení - sestup, zelené podbarvení - postup, fialové podbarvení - reorganizace, změna skupiny či soutěže

| Hokej na MS  | Místo turnaje                                                    | Umístění                         | Soupisky |
| ------------ | ---------------------------------------------------------------- | -------------------------------- | -------- |
| MS – 1930    | Francie (Chamonix) Německo (Berlín)                              | 10. místo                        | Soupiska |
| MS – 1931    | Polsko (Krynica)                                                 | Ne                               |          |
| MS – 1933    | ČSR (Praha)                                                      | 11. místo                        | Soupiska |
| MS – 1934    | Itálie (Milán)                                                   | 9. místo                         | Soupiska |
| MS – 1935    | Švýcarsko (Davos)                                                | 7. místo                         | Soupiska |
| MS – 1937    | Velká Británie (Londýn)                                          | Ne                               |          |
| MS – 1938    | ČSR (Praha)                                                      | Ne                               |          |
| MS – 1939    | Švýcarsko (Basilej, Curych)                                      | 9. místo                         | Soupiska |
| MS – 1947    | ČSR (Praha)                                                      | Ne                               |          |
| MS – 1949    | Švédsko (Stockholm)                                              | Ne                               |          |
| MS – 1950    | Velká Británie (Londýn)                                          | Ne                               |          |
| MS – 1951    | Francie (Paříž)                                                  | 8. místo                         | Soupiska |
| MS – 1953    | Švýcarsko (Basilej, Curych)                                      | 4. místo                         |          |
| MS – 1954    | Švédsko (Stockholm)                                              | Ne                               |          |
| MS – 1955    | NSR (Krefeld, Düsseldorf, Dortmund, Köln)                        | 10. místo                        | Soupiska |
| MS – 1957    | SSSR (Moskva)                                                    | Ne                               |          |
| MS – 1958    | Norsko (Oslo)                                                    | Ne                               |          |
| MS – 1959    | Československo (Bratislava, Ostrava, Brno, Kladno, Kolín, Praha) | 10. místo                        | Soupiska |
| MS – 1961 B  | Švýcarsko (Ženeva, Lausanne)                                     | 4. místo                         |          |
| MS – 1962    | USA (Colorado Springs, Denver)                                   | Ne                               |          |
| MS – 1963    | Švédsko (Stockholm)                                              | Ne                               |          |
| MS – 1965    | Finsko (Tampere, Pori)                                           | Ne                               |          |
| MS – 1966 C  | Jugoslávie (Jesenice)                                            | Zlatá medaile                    |          |
| MS – 1967 B  | Rakousko (Vídeň)                                                 | 5. místo                         |          |
| MS – 1969 B  | Jugoslávie (Lublaň)                                              | 8. místo                         |          |
| MS – 1970 C  | Rumunsko (Galați)                                                | Stříbrná medaile                 |          |
| MS – 1971 B  | Švýcarsko (Bern, Ženeva)                                         | 8. místo                         |          |
| MS – 1972 C  | Rumunsko (Miercurea Ciuc)                                        | Stříbrná medaile                 |          |
| MS – 1973 B  | Rakousko (Graz)                                                  | 8. místo                         |          |
| MS – 1974 C  | Francie (Grenoble)                                               | 2. místo                         |          |
| MS – 1975 B  | Japonsko Sapporo                                                 | 7. místo                         |          |
| MS – 1976 B  | Polsko Biel a Aarau                                              | 7. místo                         |          |
| MS – 1977 C  | Dánsko (Kodaň)                                                   | Zlatá medaile                    |          |
| MS – 1978 B  | Jugoslávie (Bělehrad)                                            | 7. místo                         |          |
| MS – 1979 C  | Španělsko (Barcelona)                                            | Stříbrná medaile                 |          |
| MS – 1981 B  | Itálie (Ortisei)                                                 | Zlatá medaile                    |          |
| MS – 1982    | Finsko (Tampere, Helsinky)                                       | 7. místo                         | Soupiska |
| MS – 1983    | NSR (Düsseldorf, Dortmund, Mnichov)                              | 8. místo                         | Soupiska |
| MS – 1985 B  | Švýcarsko (Fribourg)                                             | Bronzová medaile                 |          |
| MS – 1986 B  | Nizozemsko (Eindhoven)                                           | Stříbrná medaile                 |          |
| MS – 1987 B  | Rakousko (Canazei)                                               | 6. místo                         |          |
| MS – 1989 B  | Norsko (Oslo a Lillehammer )                                     | Stříbrná medaile                 |          |
| MS – 1990 B  | Francie (Megève a Lyon)                                          | Stříbrná medaile                 |          |
| MS – 1991 B  | Jugoslávie (Lublaň)                                              | Zlatá medaile                    |          |
| MS – 1992    | ČSFR (Praha, Bratislava)                                         | 9. místo                         | Soupiska |
| MS – 1993    | SRN (Dortmund, Mnichov)                                          | 8. místo                         | Soupiska |
| MS – 1994    | Itálie (Canazei, Bolzano, Milán)                                 | 6. místo                         | Soupiska |
| MS – 1995    | Švédsko (Stockholm)                                              | 7. místo                         | Soupiska |
| MS – 1996    | Rakousko (Vídeň)                                                 | 7. místo                         | Soupiska |
| MS – 1997    | Finsko (Helsinky, Turku, Tampere)                                | 8. místo                         | Soupiska |
| MS – 1998    | Švýcarsko (Curych, Basilej)                                      | 10. místo                        | Soupiska |
| MS – 1999    | Norsko (Hamar, Lillehammer, Oslo)                                | 13. místo                        | Soupiska |
| MS – 2000    | Rusko (Petrohrad)                                                | 12. místo                        | Soupiska |
| MS – 2001    | Německo (Norimberk, Kolín nad Rýnem, Hannover)                   | 12. místo                        |          |
| MS – 2002    | Švédsko (Göteborg, Jönköping, Karlstad)                          | 15. místo (sestup)               |          |
| MS – 2003 D1 | Chorvatsko (Záhřeb)                                              | 4. místo                         |          |
| MS – 2004 D1 | Polsko (Gdaňsk)                                                  | místo                            |          |
| MS – 2005 D1 | Nizozemsko (Eindhoven)                                           | místo (postup)                   |          |
| MS – 2006    | Lotyšsko (Riga)                                                  | 14. místo                        |          |
| MS – 2007    | Rusko (Moskva, Petrohrad)                                        | 12. místo                        |          |
| MS – 2008    | Kanada (Québec, Halifax)                                         | 16. místo (sestup)               |          |
| MS – 2009 D1 | Polsko (Toruň)                                                   | místo (postup)                   |          |
| MS – 2010    | Německo (Kolín nad Rýnem, Mannheim a Gelsenkirchen)              | 15. místo (sestup)               |          |
| MS – 2011 D1 | Maďarsko (Budapešť)                                              | místo (postup)                   |          |
| MS – 2012    | Finsko a Švédsko                                                 | 15. místo (sestup)               | Soupiska |
| MS – 2013 D1 | Maďarsko (Budapešť)                                              | místo (postup)                   |          |
| MS – 2014    | Bělorusko (Minsk)                                                | 15. místo (sestup)               | Soupiska |
| MS – 2015 D1 | Polsko (Krakov)                                                  | 5. místo                         |          |
| MS – 2016 D1 | Polsko (Katovice)                                                | místo (postup)                   |          |
| MS – 2017    | Německo (Kolín nad Rýnem) a Francie (Paříž)                      | 16. místo (sestup)               | Soupiska |
| MS – 2018 D1 | Maďarsko (Budapešť)                                              | místo (postup)                   |          |
| MS – 2019    | Slovensko (Bratislava, Košice)                                   | 14. místo                        | Soupiska |
| MS – 2020    | Švýcarsko (Curych, Lausanne)                                     | Zrušeno kvůli pandemii covidu-19 |          |
| MS – 2021    | Lotyšsko (Riga)                                                  | 16. místo                        | Soupiska |
| MS – 2022    | Finsko (Helsinky a Tampere)                                      | 15. místo (sestup)               | Soupiska |
| MS – 2023 D1 | Spojené království (Nottingham)                                  | místo                            |          |
| MS – 2024 D1 | Itálie (Bolzano)                                                 | místo                            |          |
| MS – 2025 D1 | Rumunsko (Sfântu Gheorghe)                                       | místo (postup)                   |          |

## Galerie dresů reprezentace
| ZOH 1992 a MS 1992 | ZOH 1994 | MS 1998 | ZOH 1998-2002 a MS 1999–2002 | MS 2014 | MS 2015 |
| \| \|              |          |         |                              |         |         |
|                    |          |         |                              |         |         |

| ZOH 2019 |
|          |